# Roullet-Saint-Estèphe
Roullet-Saint-Estèphe – miejscowość i gmina we Francji, w regionie Nowa Akwitania, w departamencie Charente.
Według danych na rok 1990 gminę zamieszkiwało 3 378 osób, a gęstość zaludnienia wynosiła 81 osób/km² (wśród 1467 gmin regionu Poitou-Charentes, Roullet-Saint-Estèphe plasuje się na 63. miejscu pod względem liczby ludności, natomiast pod względem powierzchni na miejscu 68.).